# Sumpafallen
Sumpafallen est une réserve naturelle de Suède, située dans la commune de Falkenberg. La réserve se situe autour de  Högvadsån et a une superficie de 56 hectares. La réserve est principalement couverte de prairies et forêts.